# Три танкиста
На границе тучи ходят хмуро
Край суровый тишиной объят
У высоких берегов Амура
Часовые Родины стоят
Там врагу заслон поставлен прочный
Там стоит отважен и силён
У границ земли дальневосточной
Броневой ударный батальон
Там живут — и песня в том порука —
Нерушимой, дружною семьёй
Три танкиста, три весёлых друга —
Экипаж машины боевой!..
«Три танкиста» — популярная советская военная песня. Она написана в 1939 году и является неформальным гимном пограничных и танковых войск СССР и России. Впервые песня была исполнена Николаем Крючковым в кинофильме «Трактористы» (закончен в декабре 1938 года; премьера 3 июля 1939) во время боёв на Халхин-Голе (шли с весны до 15-16 сентября 1939), позднее её исполняли многие известные исполнители и коллективы.
Многие фразы из песни стали крылатыми выражениями.

## Исходная, каноническая песня 1939 года
По легенде (Борис Ласкин её истинность отрицает), у экипажа из песни есть реальный прототип — это экипаж танка БТ-7, участвовавший в боях у озера Хасан (шли с 8-29 июля до 11 августа 1938). Командиром экипажа был Василий Михайлович Агарков, механиком-водителем Николай Сергеевич Житенёв, башенным стрелком был Сергей Михайлович Румянцев. 29 июля 1938 года ночью все военнослужащие на Дальнем Востоке были подняты по боевой тревоге: японские войска внезапно вторглись на территорию СССР у сопки (высоты) Безымянной. Утром нескольким экипажам, в том числе и Василия Агаркова, предписывалось остаться в военном городке и нести караульную службу. Оставшиеся были расстроены невозможностью участвовать в бою.
Агарков предложил отправить в штаб рапорт с просьбой отправиться на фронт. На следующий день экипаж принял участие в боевых действиях и до самого конца участвовал в хасанских событиях. Рапорт был зачитан на XVIII съезде партии (проходил в Москве 10—21 марта 1939 года), как пример безграничного патриотизма. Это вдохновило присутствующих на съезде композиторов братьев Покрасс и поэта Бориса Ласкина написать песню об экипаже. Песня впервые прозвучала в заставке фильма «Трактористы» (1939). В фильме песню исполнил герой Николая Крючкова Клим Ярко.

### Судьба танкистов
Во время Великой Отечественной войны Василий Агарков в звании политрука в городе Горьком готовил маршевые танковые роты. В 1944 году попал на фронт, воевал на территории УССР, где получил первый орден Отечественной войны 2-й степени. Затем на реке Висла был тяжело ранен и выбыл из строя. Был представлен к званию Героя Советского Союза.
Сергей Румянцев во время войны работал слесарем на заводе ЗИЛ. Был награждён медалью «За оборону Москвы».
Николай Житенёв в Уссурийске ремонтировал танки, гусеничные трактора.
Следующая встреча танкистов состоялась в марте 1971 года, она была показана в программе «Время». В 1985 году они дали интервью журналу «Огонёк», в котором была опубликована статья «Те самые танкисты…» в номере 15.

## Стихи 1941 года
В 1941 году, в связи с началом Великой Отечественной войны, советский поэт Василий Лебедев-Кумач написал на тот же мотив стих-версию Великой Отечественной войны, о том как три друга-танкиста на своём танке теперь сражаются с фашистами. Уже в 1941 году она исполнялась, в т. ч. Николаем Крючковым, исполнившим первичную песню 1939 года.
Расскажу вам песнею-подругой/Расскажи-ка, песенка-подруга/Расскажи нам, песенка-подруга,
Как дерутся с чёрною ордой
Три танкиста, три весёлых друга —
Экипаж машины боевой!
Не дают они фашистским танкам
Тёмной ночью в тыл забраться к нам!
Без пощады бьют бандитов с фланга,
Угощают крепко по зубам!..

## Стихи 1946 года
В 1946 году Борис Ласкин (автор первичного стиха 1939 года) написал на тот же мотив новый стих, о том как три друга-танкиста после Великой Отечественной войны демобилизовались и теперь живут мирной жизнью и мирным трудом в своих регионах:
На полях, где шли бои когда-то,
Где гремела грозная война,
Строят мир бывалые солдаты,
Расцветает мирная весна!
Помнит песня, как пришла разлука,
Как расстались майскою порой
Три танкиста, три весёлых друга —
Экипаж машины боевой!..

## Другие вариации и производные песни
Песня переведена на ряд языков (как правило, исходная песня 1939 года).
Слово «самураи» (в строках: «В эту ночь решили самураи», «И летели наземь самураи») по внешнеполитическим соображениям политкорректности иногда заменяется на «вражья стая» или «вражьи стаи».
В послевоенные эпохи сочинялись «кустарные» (фольклорные) пародии со строкой: «Три танкиста выпили по триста».